# THE MAKING
THE MAKING 〜ザ・メイキング〜とはYouTubeのサイエンスチャンネルで配信されている科学・教育番組である。製作主は科学技術振興機構で、映像や企画の制作は日テレアックスオンが担当している。無料で視聴することができ、衛星放送、ケーブルテレビやインターネットで配信されている。

## 概要
身の回りにある様々な製品の製造やリサイクルの工程を、映像とテロップとBGM、製造中の音声のみで紹介する。これまでに取り上げたジャンルは食品や工業製品、伝統工芸品など多岐に渡る。メーカーの工場等への取材に基づいて構成しており、番組の最後には取材時の撮影場所と協力した企業名がテロップで表示される。
通常の作品は14分でまとめられているが、スペシャル版では取り上げる題材が大規模であるため、放送時間が44分と拡大して制作されている、さらにナレーションが付く等の特色があった。通常版にナレーションが付かない理由として、映像に集中してもらうためと明かしている。スペシャル版の他に一部の放送回は英語版が製作されていた。

## 沿革
- 2008年1月1日 - 「冷凍そうざいができるまで」（260回）より、16:9ハイビジョン画質化。
- 2010年12月2日 - 衛星放送のBS11で、「サイエンス・プレミアム」の後半において同番組が放送されていた[注釈 2]。またグリーンチャンネルにおいても「グリーンサイエンスアワー」の枠内で放映されていた。
- 2022年6月10日 - 2014年の「エレベーターができるまで」（317回）から約8年の制作休止期間を経て、最新作の予告編がYouTubeにて発表される[3]。
- 2022年6月17日 - 約8年ぶりの新作「ミルクレープができるまで」（318回）が公開される。この回よりYouTubeでのプレミア公開を開始する。
- 2022年9月16日 - 「再生タイヤができるまで」（321回）より、4K画質化。オープニングも背景・工場の動力部分をイメージした歯車の色が、都度若干の変更がかけられている。
- 2024年4月19日 - 「通販の荷物がとどくまで」が、第65回科学技術映像祭にて教育・教養部門最優秀賞を取る。[1][4]。

## 番組内容一覧
太字のタイトルはかつて放送は行われていたが、インターネット（YouTube）では配信されていない。YouTube上ではプレミア公開機能で不定期に配信が行われている。事前予告のサムネイルには取り上げる題材のヒントが散りばめられた画像が設定される。
1. 1万円札
2. マヨネーズ
3. 一眼レフカメラ
4. 清涼飲料（ミルクティ）
5. ホッチキス
6. 鉛筆
7. 段ボール箱
8. 板ガラス・鏡
9. アルミなべ
10. 雑誌
11. レンズ付フィルムのリサイクル
12. 口紅
13. ピアノ
14. くつ下
15. 発泡スチロールトレーリサイクル
16. アルミ缶リサイクル
17. 自動車
18. 時計
19. ミシン
20. セロハンテープ
21. 万年筆
22. ぬいぐるみ
23. ランドセル
24. 蛍光ランプ
25. 歯ブラシ・歯ミガキ
26. トランペット
27. 石けん
28. スニーカー
29. オルゴール
30. ストッキング
31. ティッシュペーパー
32. お菓子
33. コンビニ弁当
34. 缶詰
35. おもちゃ
36. 自転車
37. 麺
38. Tシャツ
39. 原子力発電所
40. パイ
41. シャンプー
42. 羽子板
43. レトルト食品
44. 食品サンプル
45. 消火器
46. ペットボトルリサイクル
47. カップめん
48. 墨
49. ファスナー
50. ハイテク野菜
51. 乾電池
52. 蚊取り線香
53. 新500円貨幣
54. 化粧品
55. ポテトチップ
56. 信号灯器
57. ストロー
58. 自動車用ばね
59. ブラインド
60. スプーンとフォーク
61. 使い捨てマスク
62. コンタクトレンズ
63. スチールボール
64. 輪ゴム
65. フォークギター
66. チョコレート菓子
67. バット
68. ろうそく
69. ハサミ
70. バンソウコウ
71. 人工芝
72. 柿の種
73. 耐火レンガ
74. かまぼこ
75. 茶わん
76. ハーモニカ
77. 琴
78. 七輪
79. 判子（ハンコ）
80. 草刈機
81. 鍵盤ハーモニカ
82. グミキャンディ
83. 釣竿
84. 卓球ラケット
85. メガネフレーム
86. 野球グラブ
87. 手袋
88. ボウリングの球
89. 金属バット
90. 硬式野球ボール
91. 醤油
92. プラモデル
93. 電球
94. スピーカ
95. ビデオテープ
96. パン粉
97. 魔法瓶
98. パスタ
99. 割りばし
100. レコード
101. マッチ
102. リコーダー
103. かつお節
104. ワイングラス
105. そろばん
106. かい中電灯
107. 紙コップ
108. とび箱
109. 粒ガム
110. 毛布
111. 手のべそうめん
112. プチケーキ
113. おもち
114. スティック菓子
115. みかんの缶詰
116. 缶コーヒー
117. 地球儀
118. ボールペン
119. マシュマロ
120. 清涼菓子
121. バレーボール
122. ガラスびん
123. ノート
124. ローラチェーン
125. 便器
126. 絹糸
127. ジーンズ
128. トイレットペーパー
129. 自転車タイヤ
130. ピンポン球
131. たまごパック
132. ふりかけ
133. ドレッシング
134. 自動車ホイール
135. 石油ファンヒーター
136. 豆腐
137. グラスビーズ
138. 冷凍たこ焼き
139. 消しゴム
140. 下水道管
141. ドラム缶
142. 太鼓
143. さきイカ
144. バウムクーヘン
145. かりんとう
146. 瓦（かわら）
147. こんにゃく
148. 消防ホース
149. 塩
150. たわし
151. まんじゅう
152. ブリキロボット
153. 冷凍ぎょうざ
154. 将棋盤
155. コーンフレーク
156. 剣道具
157. カーブミラー
158. ウエハース
159. どら焼き
160. だて巻き
161. 布粘着テープ
162. プロセスチーズ
163. 紅茶ティーバッグ
164. カニ風味かまぼこ
165. こんぶ菓子
166. 納豆
167. いちごジャム
168. こいのぼり
169. ごま油とラー油
170. アルミホイル
171. 絵の具
172. アルミサッシ
173. アイスクリーム
174. テニスボール
175. 黒板とチョーク
176. ドッグフード
177. トマトジュース
178. コーンの缶詰
179. 野球ヘルメット
180. ラケットのガット
181. カイロ
182. イカの塩辛
183. 冷凍ハンバーグ
184. マネキン
185. 梅干し
186. スクーター
187. 砂糖
188. タオル
189. ふ菓子
190. 木琴
191. フライパン
192. 駄菓子
193. システムキッチン
194. 木のお皿
195. ゴルフクラブ
196. ぬい針
197. 冷凍焼おにぎり
198. 日本茶
199. 駄菓子２
200. 朱肉
201. 気泡緩衝シート
202. 桃の缶詰
203. 天体望遠鏡
204. コアラ型チョコ菓子
205. ドラム
206. 鉄筋
207. フェルトペン
208. ボタン
209. カーペット
210. 和紙
211. ピーナッツ
212. 画鋲
213. オブラート
214. 硯（すずり）
215. 寒天（かんてん）
216. ソーセージ
217. ちくわ
218. 焼き海苔
219. ルアー・毛針
220. ゴム手袋
221. 麦わら帽子
222. ネオンサイン
223. ハンガー
224. アクセサリー指輪
225. 南部鉄瓶
226. 糊（のり）
227. 漆の器
228. 毛筆
229. ホーローポット
230. 寄木細工
231. 箪笥（たんす）
232. 薬の錠剤
233. うなぎ蒲焼き
234. マーガリン
235. のこぎり
236. ビリヤード台
237. 竹刀
238. 歯車
239. 湯たんぽ
240. 扇子・うちわ
241. 純氷
242. 煎餅
243. たたみ
244. 綱引きロープ
245. 冷凍お好み焼き
246. ヨーグルト
247. 水引
248. 優勝カップ
249. イワシ佃煮
250. だるま
251. 日傘
252. ブーツと長靴
253. 提灯
254. サーフボード
255. オイルパステル
256. パイナップル缶詰
257. 自動販売機
258. 沖縄三味線
259. 沖縄菓子
260. 冷凍そうざい
261. 箒（ほうき）
262. 冷凍ピザ
263. ひな人形
264. ろうそく
265. 冷凍炒飯
266. かつら
267. 飴・キャンディー
268. 明太子
269. 抹茶と茶せん
270. 高野豆腐
271. 金箔
272. 布団
273. チーズ
274. とろろ昆布
275. キムチ
276. あられ・おかき
277. 金太郎あめ
278. 旅行カバン
279. 肉団子・蝦チリ
280. おでん
281. 実験用ガラス器具
282. 春雨・葛きり
283. 肉まん
284. 焼売
285. 玉子料理
286. 楊枝
287. ゴルフボール
288. 磁気式メモボード
289. チョコレート
290. 氷砂糖
291. 釜めし弁当の器
292. ものさし・曲尺
293. 車いす
294. LED信号灯
295. マジックテープ
296. ケーブル電線
297. インスタントラーメン
298. 冷凍春巻
299. 石こうボード
300. ビー玉・おはじき
301. イワシ缶詰
302. ゴム風船
303. カンパン
304. 鎖
305. コンタクトレンズ
306. コンビーフ缶詰
307. ラムネ菓子
308. 学生服
309. フリーズドライ味噌汁
310. シューアイス
311. ハブラシ・ハミガキ
312. スパゲティ・マカロニ
313. 電車
314. 鋼球
315. キャンバススニーカー
316. ジャージー牛乳キャンディ
317. エレベーター
318. ミルクレープ
319. 不織布マスク
320. ヘッドホン
321. 再生タイヤ
322. カメラ用交換レンズ
323. オフィスチェア
324. みりん
325. トラック
326. 通販の荷物がとどくまで
327. 久寿餅
328. 銅像
329. プリン
330. 図工室の角イス
331. ガラス
332. 地図

## スペシャル番組内容一覧
スペシャル版は2008年まで全7回に渡って制作されている。
太字のタイトルはインターネット（YouTube）では配信されていない。またタイトル後ろには制作された年度を示す。
1. ボーイング777（1999年）
2. フェラーリ（2000年）
3. 豪華客船（2000年）
4. 700系新幹線（2001年）
5. 消防自動車（2003年）[5]
6. 巨大貨物船（2004年）
7. ブルドーザ（2008年）[6]